# Tennis in the Land
El torneig de Cleveland, conegut oficialment com a Tennis in the Land, és una competició tennística professional que es disputa sobre pista dura al Jacobs Pavilion de Cleveland, Estats Units. Pertany a la categoria de WTA 250 del circuit WTA femení.
Es va crear l'any 2009 dins el circuit ITF amb el nom de Cleveland Ladies Open però només se'n van celebrar tres edicions. Va tornar a disputar-se l'any 2021 ja dins el circuit WTA.

## Palmarès

### Individual femení
| Any         | Campiona            | Finalista             | Resultat      |
| ----------- | ------------------- | --------------------- | ------------- |
| WTA 250     |                     |                       |               |
| 2024        | McCartney Kessler   | Beatriz Haddad Maia   | 1−6, 6−1, 7−5 |
| 2023        | Sara Sorribes Tormo | Ekaterina Alexandrova | 3−6, 6−4, 6−4 |
| 2022        | Liudmila Samsonova  | Aliaksandra Sasnovich | 6−1, 6−3      |
| 2021        | Anett Kontaveit     | Irina-Camelia Begu    | 7−6(5), 6−4   |
| 2020 − 2012 | No celebrat         | No celebrat           | No celebrat   |
| Circuit ITF |                     |                       |               |
| 2011        | Kyle McPhillips     | Xi Li                 | 6−3, 6−2      |
| 2010        | Madison Keys        | Piia Suomalainen      | 6−2, 6−4      |
| 2009        | Jamie Hampton       | Kyle McPhillips       | 6−4, 6−1      |

### Dobles femenins
| Any         | Campiones                            | Finalistes                           | Resultat            |
| ----------- | ------------------------------------ | ------------------------------------ | ------------------- |
| WTA 250     |                                      |                                      |                     |
| 2024        | Cristina Bucșa Xu Yifan              | Shuko Aoyama Eri Hozumi              | 3−6, 6−3, [10−6]    |
| 2023        | Miyu Kato Aldila Sutjiadi            | Nicole Melichar-Martinez Ellen Perez | 6−4, 6−7(4), [10−8] |
| 2022        | Nicole Melichar-Martinez Ellen Perez | Anna Danilina Aleksandra Krunić      | 7−5, 6−3            |
| 2021        | Shuko Aoyama Ena Shibahara           | Christina McHale Sania Mirza         | 7−5, 6−3            |
| 2020 − 2012 | No celebrat                          | No celebrat                          | No celebrat         |
| Circuit ITF |                                      |                                      |                     |
| 2011        | Brooke Austin Brooke Bolender        | Dianne Hollands Shikha Uberoi        | 7−6(2), 6−3         |
| 2010        | Sanaz Marand Caitlin Whoriskey       | Emily Harman Eleanor Peters          | 6−4, 6−0            |
| 2009        | Jamie Hampton Grace Min              | Tarakaa Bertrand Elizabeth Lumpkin   | 6−1, 6−2            |